# Franciszek Kielan

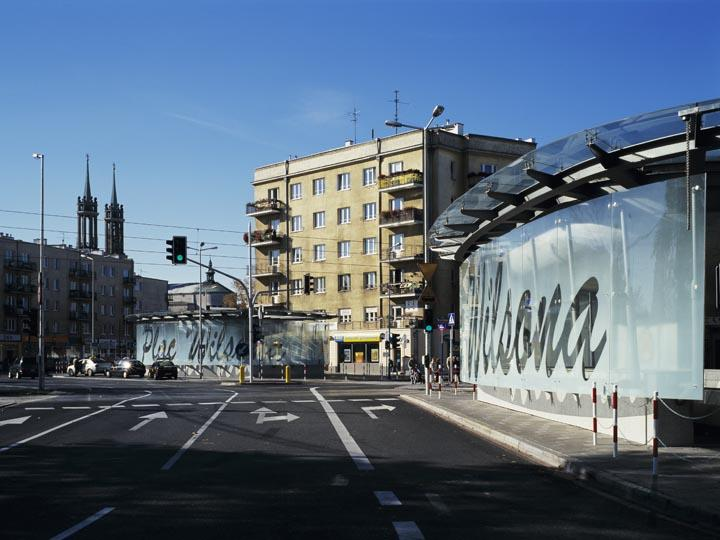
Kamienica na pl. Wilsona 4, gdzie w czasie wojny mieszkali Kielanowie; Widok współczesny

Franciszek Kielan (ur. 1 kwietnia 1898 w Sokołowie Podlaskim, zm. 31 października 1986) – polski Sprawiedliwy wśród Narodów Świata, zawodowo wojskowy i księgowy.

## Życiorys
Pochodził z ubogiej rodziny. Miał ośmioro rodzeństwa. Po skończeniu 4 klas szkoły powszechnej, mając 12 lat, został posłany do pracy w kancelarii sędziego. Po dwóch latach, z racji uzdolnień, powierzono mu samodzielne kierowanie kancelarią sędziego śledczego. W 1913 wyjechał do pracy w Prokuraturze w Suwałkach. W 1915 jako urzędnik ewakuowany do Rosji, gdzie eksternistycznie zdał maturę. W 1918 wrócił do Sokołowa. Na początku 1919 został powołany do wojska. Służył w randze podporucznika w Łukowie na Podlasiu. W 1922 ożenił się z Marią Osińską, absolwentkę miejscowego gimnazjum. Osiedli w Sokołowie, gdzie przyszły na świat córki: Krystyna i Zofia. W 1934 przeprowadzili się do Warszawy.

### II wojna światowa
W 1942 rodzina Kielanów przyjęła do swojego mieszkania przy placu Wilsona na Żoliborzu Janinę (Janę) Prot, przyjaciółkę Krystyny i Zofii. Po pewnym czasie rodzina dowiedziała się, że Janina pochodzi z żydowskiej rodziny (jej ojcem był Jan Prot). Mimo to pozwolili dalej jej mieszkać. Latem 1942 Franciszek zaprotegował Janę do pomocy w gospodarstwie rolnym Szkoły Rolniczej w Dąbrowie Zduńskiej, prowadzonej przez znajome małżeństwo Wyszomirskich. Jana pracowała tam do Bożego Narodzenia 1942. Następnie, wobec groźby denuncjacji, wróciła do Kielanów. W 1943 razem z Krystyną i Zofią zdała maturę. Jana wyprowadziła się, jednak dalej często bywała u Kielanów, korzystając z ich pomocy.
Jesienią 1942, na prośbę siostry Franciszka, Jadwigi Krauze, Kielanowie opiekowali się przez dwa tygodnie 7-letnią żydowską Romaną Laks, która oczekiwała na wyrobienie fałszywych papierów.

### Po 1945
Cała rodzina przeżyła wojnę. Franciszek Kielan pracował w Spółdzielczości jako biegły księgowy. Maria Kielanowa pracowała jako księgowa. Jana uzyskała doktorat z medycyny. W 1968 wyemigrowała do Stanów Zjednoczonych. Do USA wyjechała także Romana Laks.
W 1984 wydał książkę Spółdzielczość w moim życiu : wspomnienia.
W 1991 Instytut Jad Waszem wyróżnił Franciszka, Marię Kielanów oraz Krystynę tytułem Sprawiedliwych wśród Narodów Świata. Zofia otrzymała tytuł w 1999.